# 长沙镇 (梅州市)
长沙镇是中国广东省梅州市梅江区下辖的一个镇，亦称长沙墟、罗衣乡或罗衣堡，位于梅江区河畔南部，总面积为94平方公里，常住居民人口为1.2万人，辖下设镇内设村12个、社区1个，2005年全镇工农总产值32770万元。

## 行政区划
长沙镇下辖以下村级行政区划单位
长沙墟镇社区、小密村、长沙村、大密村、下罗村、上罗村和澄滩村。